# Klin (województwo podlaskie)
Klin – osada leśna w Polsce położona w województwie podlaskim, w powiecie sokólskim, w gminie Szudziałowo.
W latach 1975–1998 miejscowość administracyjnie należała do województwa białostockiego.
Prawosławni mieszkańcy należą do parafii w Ostrowiu Północnym, a katoliccy mieszkańcy do parafii w Szudziałowie.

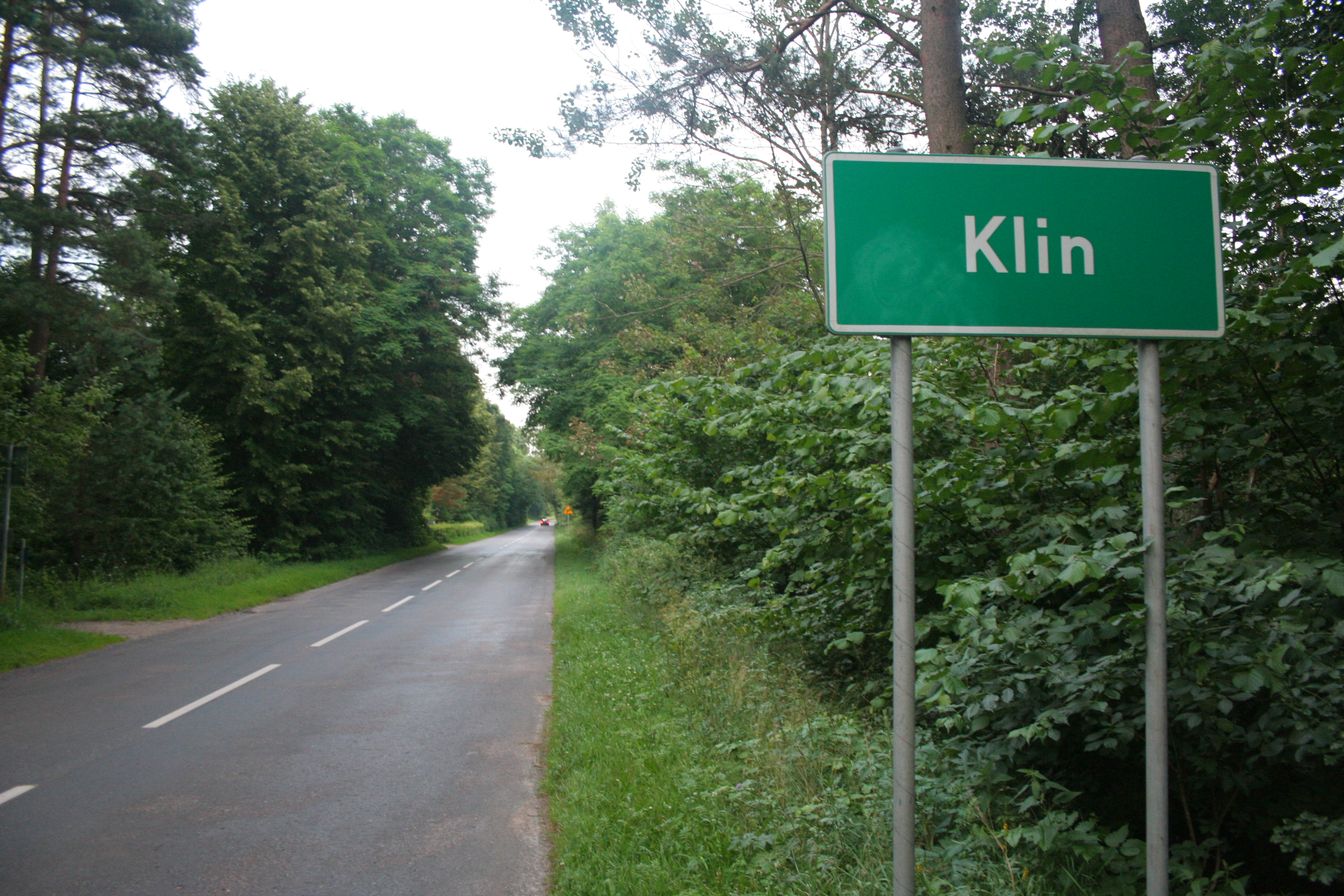
Wjazd od strony Nowego Trzciana
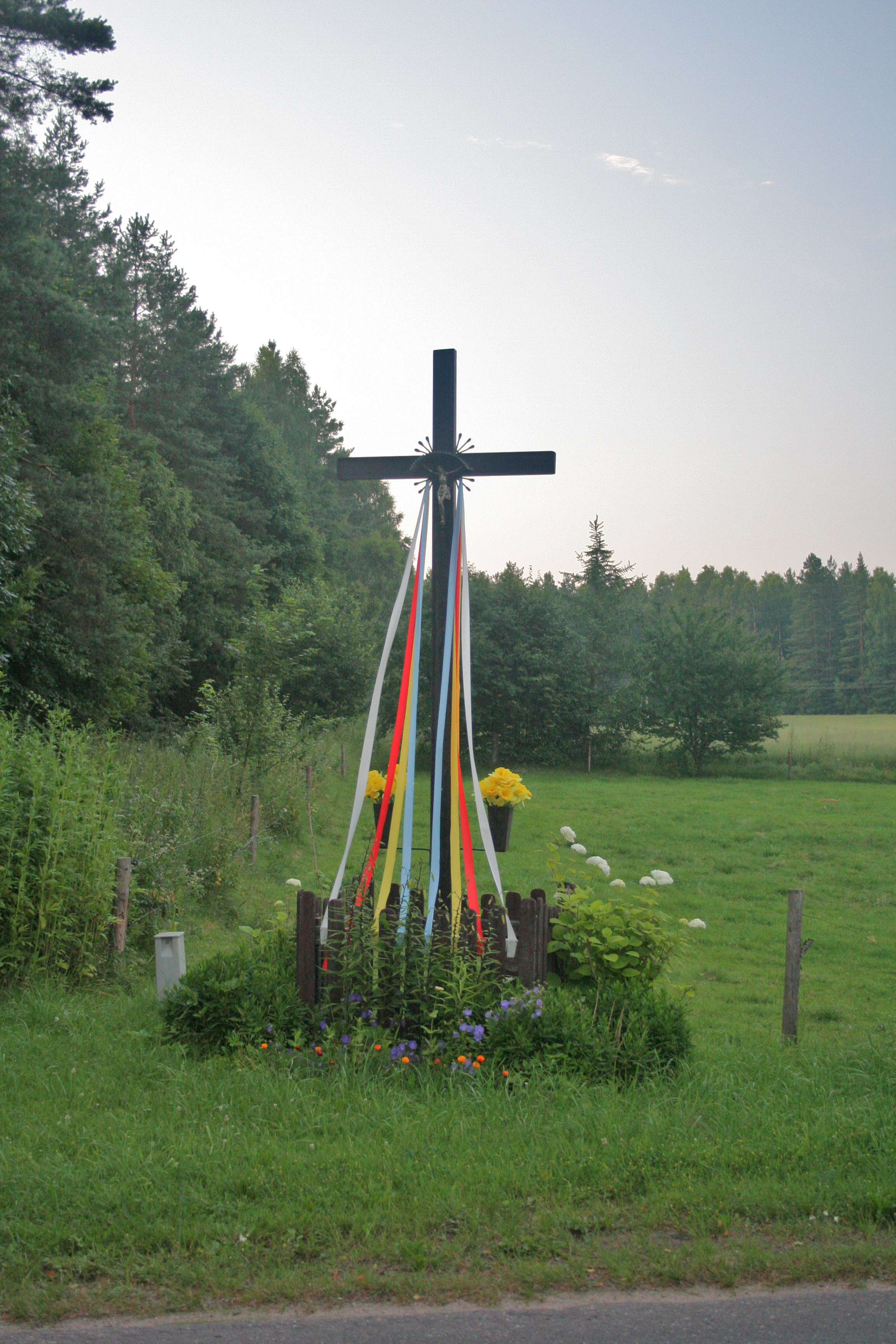
Katolicki krzyż wotywny